# Кампанья-Лупія
Кампанья-Лупія (італ. Campagna Lupia, вен. Canpagna Lupia) — муніципалітет в Італії, у регіоні Венето, метрополійне місто Венеція.
Кампанья-Лупія розташована на відстані близько 390 км на північ від Рима, 21 км на південний захід від Венеції.
Населення — 7168 осіб (2014).
Щорічний фестиваль відбувається 29 червня. Покровитель — святий Петро apostolo.

## Демографія
Населення за роками:

Станом на 1 січня 2023 року в муніципалітеті офіційно проживало 549 іноземців з 36 країн, серед них 179 громадян країн Євросоюзу та 28 громадян України.

## Сусідні муніципалітети
- Камполонго-Маджоре
- Кампоногара
- Кіоджа
- Кодевіго
- Доло
- Міра
- Пьове-ді-Сакко
- Венеція